# أولف بنغتسون
أولف بنغتسون (بالسويدية: Ulf Bengtsson)‏ هو لاعب تنس الطاولة سويدي، ولد في 26 يناير 1960 في Höganäs ‏ في السويد، وتوفي في 17 مارس 2019 في هالمستاد في السويد.